# Strapačky

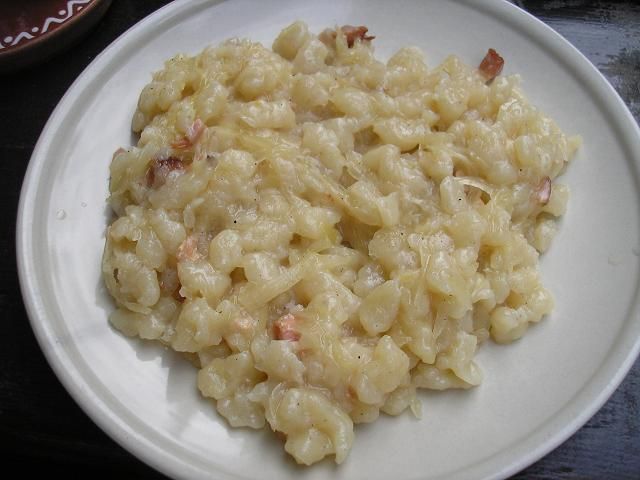
Strapačky mit Sauerkraut

Strapačky ist ein slowakisches Nationalgericht, bekannt auch in Ungarn als Sztrapacska (strapačky = halušky (Pl.)), das häufig als Beilage oder auch als eigenständiger Gang nach einer Suppe serviert wird und stark sättigt. Der Name stammt vom slowakischen Wort strapatý (struppig, strubbelig) ab.
Strapačky bestehen im Grundrezept aus einer Art Spätzle oder Nocken aus rohen, geraffelten Kartoffeln, Ei und Weizenmehl, die zu einem Teig vermengt, anschließend entweder von Hand oder mit dem Nockensieb in siedendes Wasser gebracht und dort gekocht werden. Strapačky bzw. Sztrapacska unterscheiden sich lokal oder nach Belieben durch diverse Zutaten wie gebratener Speck, Schafskäse, Sauerrahm, Sauerkraut oder Zwiebeln. Speziell in der Slowakei kann das Wort Strapačky allein auf Sauerkrautnocken, die alternativ auch kapustové halušky heißen, hinweisen.